# Anna Karenina (film 1997)
Anna Karenina – amerykański melodramat z 1997 roku w reżyserii Bernarda Rose’a. Adaptacja powieści pod tym samym tytułem autorstwa Lwa Tołstoja. Zdjęcia kręcono w Petersburgu.

## Opis fabuły
Rosja, XIX wiek. Piękna Anna (Sophie Marceau) nie jest szczęśliwa w małżeństwie z dużo starszym od niej Kareninem (James Fox). Wdaje się w romans z przystojnym oficerem Wrońskim (Sean Bean) i zachodzi z nim w ciążę. Zdradzony mąż stawia Annę przed okrutnym wyborem. Wkrótce dochodzi do tragedii.

## Obsada
- Sophie Marceau jako Anna Arkadiewna Karenina
- Sean Bean jako hrabia Aleksiej Kriłłowicz Wroński
- Alfred Molina jako Konstantin Dmitrijewicz Lewin
- James Fox jako Aleksiej Aleksandrowicz Karenin
- Mia Kirshner jako księżniczka Jekaterina Aleksandrowna Szczerbacka „Kitty"
- Fiona Shaw jako hrabina Lidia Iwanowna
- Danny Huston jako książę Stiepan Arkadiewicz Obłoński „Stiwa"
- Saskia Wickham jako księżniczka Daria Aleksandrowna Obłońska „Dolly"
- Phyllida Law jako hrabina Wrońska
- David Schofield jako Nikołaj Dmitrijewicz Lewin
- Jennifer Hall jako Betsy
- Piotr Szełochonow jako Majordom Kapitonicz